# Princesas
Pour les articles homonymes, voir Princesa.
Pour plus de détails, voir Fiche technique et Distribution.
Princesas est un film dramatique espagnol écrit et réalisé par Fernando León de Aranoa et sorti en 2005.

## Synopsis
L'amitié entre une prostituée espagnole et une prostituée dominicaine immigrante illégale en Espagne.

## Fiche technique
- Titre : Princesas
- Réalisation : Fernando León de Aranoa
- Scénario : Fernando León de Aranoa
- Musique : Alfonso Villalonga
  - Chansons : Manu Chao (Me llaman Calle et 5 razones)
- Photographie : Ramiro Civita
- Montage : Nacho Ruiz Capillas
- Pays de production :  Espagne
- Langue originale : espagnol
- Format : couleur
- Genre : dramatique
- Durée : 113 minutes
- Dates de sortie :
  - Espagne : 2 septembre 2005

## Distribution
- Candela Peña : Caye
- Micaela Nevárez : Zulema
- Mariana Cordero : Pilar
- Llum Barrera : Gloria
- Violeta Pérez : Caren
- Monica van Campen : Ángela
- Flora Álvarez : Rosa
- María Ballesteros : Miss Metadona
- Alejandra Lorente : Mamen
- Luis Callejo : Manuel
- Antonio Durán 'Morris' : Funcionario
- Pere Arquillué : Carlos
- Pepa Aniorte : Alicia
- Alberto Ferreiro : Voluntario
- Enrique Villén : Dueño del bar